# 申叔時
申叔时（？—？），芈姓，申氏，名叔时，春秋時期楚國大夫。
前598年，陈国夏征舒之乱，楚庄王克陈，杀夏征舒，申叔时劝楚庄王不可以陈国为楚国的县。申叔时对楚庄王说：“‘牵牛践踏别人的田地，就把他的牛夺过来。’牵牛践踏田地的人，肯定是有过错的了；但夺走他的牛，惩罚就太重了。现在把陈国设置为楚国的县，这就是贪图一国的富有。用伐罪号召诸侯，而以贪婪来告终，恐怕不可以吧？”于是楚庄王重新封立陈国，从陈国每个乡带一个人回楚国，集中住在一地，称为夏州。《春秋》说“楚子入陈，纳公孙宁、仪行父于陈”，是赞扬这一举动合于礼。前594年，楚庄王围宋国，长达八个月，楚国想撤退，申叔时建议在城外修房子、使耕种者归，宋国信心丧失，通过华元夜见子反的方式，楚宋订立了合约“我无尔诈，尔无我虞”。前575年，鄢陵之战前，子反在北征时路过申叔时的家，申叔时认为晋楚鄢陵之战，楚国必败，子反也不会回来了。他提出战之器是德、刑、详、义、礼、信。